# Agrostophyllum palawense
Agrostophyllum palawense är en orkidéart som beskrevs av Rudolf Schlechter. Agrostophyllum palawense ingår i släktet Agrostophyllum och familjen orkidéer. Inga underarter finns listade i Catalogue of Life.